# Savāḩel
Savāḩel (persiska: سواحل) är en ort i Iran.   Den ligger i provinsen Bushehr, i den södra delen av landet, 900 km söder om huvudstaden Teheran. Savāḩel ligger 19 meter över havet och antalet invånare är 375.
Terrängen runt Savāḩel är varierad.Runt Savāḩel är det glesbefolkat, med 15 invånare per kvadratkilometer. Närmaste större samhälle är Berkeh Dokān, 14,9 km sydost om Savāḩel. Trakten runt Savāḩel är ofruktbar med lite eller ingen växtlighet.